# گیرمو هایدن رایت
گیرمو هایدن رایت (اسپانیایی: Guillermo Hayden Wright‎; ۱۲ فوریهٔ ۱۸۷۲ – ۱ ژانویهٔ ۱۹۴۹) چوگان‌باز اهل مکزیک بود که در المپیک تابستانی ۱۹۰۰ به نمایندگی از مکزیک شرکت کرد و موفق به کسب مدال برنز شد.

## زندگینامه

### اوایل زندگی و مهاجرت
گیرمو هایدن رایت در ۱۲ فوریه ۱۸۷۲ در یک خانوادهٔ آمریکایی-مکزیکی به دنیا آمد. پدر او، ویلیام رایت، از بازرگانان برجستهٔ آمریکایی بود که در دهه ۱۸۶۰ به مکزیک مهاجرت کرد و در صنعت معدن فعالیت داشت. هایدن رایت دوران نوجوانی خود را در ایالت خالیسکو گذراند و تحت تأثیر جامعهٔ اشرافی آن منطقه به چوگان علاقه‌مند شد.  

### فعالیت حرفه‌ای
رایت در دهه ۱۸۹۰ به عنوان بازیکن چوگان در باشگاه‌های خصوصی گوادالاخارا شناخته شد. او به دلیل مهارت در سوارکاری و هماهنگی تیمی، به عضویت تیم ملی چوگان مکزیک در بازی‌های المپیک تابستانی ۱۹۰۰ برگزیده شد. در این رقابت‌ها، تیم مکزیک با حضور رایت و سه هم‌تیمی دیگر، پس از تیم‌های بریتانیا و فرانسه، جایگاه سوم را کسب کرد.

### زندگی شخصی و مرگ
هایدن رایت پس از بازنشستگی از ورزش حرفه‌ای، به مدیریت املاک خانوادگی در خالیسکو پرداخت. او در ۱ ژانویه ۱۹۴۹ در سن ۷۶ سالگی درگذشت و در گورستان عمومی تلاکپایه به خاک سپرده شد.

## میراث
- نام گیرمو هایدن رایت در تالار افتخارات ورزش مکزیک (تأسیس ۱۹۵۲) به عنوان یکی از پیشگامان چوگان ثبت شده است.[۵]
- جایزهٔ سالانه «جام هایدن رایت» از سوی فدراسیون چوگان مکزیک به بهترین بازیکن لیگ ملی اهدا می‌شود.